# Mono Inc.
Mono Inc. es una banda alemana de rock gótico procedente de Hamburgo y creada en 2000 por Miky Mono (voz principal y bajo), Carl Fornia (guitarras) y Martin Engler (batería). En 2003 se les une el bajista Manuel Antoni coincidiendo con el lanzamiento de su primer álbum Head Under Water. Dicho álbum sería reeditado al año siguiente con nueva portada bajo la discográfica NoCut.
Durante la producción del segundo álbum Temple Of The Torn en 2006, Miky Mono deja la banda y a partir de entonces Martin Engler deja la batería para ocuparse de la voz principal. El puesto de baterista sería ocupado por Katha Mia y Temple Of The Torn sería finalmente lanzado en 2007. El tercer álbum Pain, Love & Poetry vio la luz en 2008 y contiene 3 canciones regrabadas de Head Under Water, además de un dueto con Lisa Middelhauve (Xandria) en el sencillo "Teach Me To Love".
En 2009 publican su cuarto álbum Voices Of Doom y más adelante salen de gira con Subway To Sally y ASP por Alemania, Suiza y Austria tocando más de cuarenta conciertos. Posteriormente harían una gira promocional denominada Voices Of Doom Tour. Desafortunadamente, el exvocalista Miky Mono murió en octubre de 2010 en un accidente de paracaídas. Actualmente se han editado diez discos de estudio siendo Welcome To Hell (2018) el más reciente.

## Miembros
- Martin Engler - voz principal, batería (anteriormente)
- Carl Fornia - guitarras y voz secundaria
- Val Perun - bajo y voz secundaria
- Katha Mia - batería, voz secundaria

### Antiguos miembros
- Miky Mono - voz principal, bajo (2000-2006) (Fallecido en 2010)
- Manuel Antoni - bajo y voz secundaria (2003-2021)

## Discografía

### Discos de estudio
- 2004: Head Under Water
- 2007: Temple of the Torn
- 2008: Pain, Love & Poetry
- 2009: Voices of Doom
- 2011: Viva Hades
- 2012: After the War
- 2013: Nimmermehr
- 2015: Terlingua
- 2017: Together Till the End
- 2018: Welcome to Hell
- 2020: The Book Of Fire
- 2023: Ravenblack

### Recopilatorios
- 2014: The Clock Ticks On 2004–2014
- 2017: Symphonies Of Pain - Hits And Rarities

### EP
- 2010: Comedown
- 2011: Revenge
- 2013: MMXII
- 2013: Twice in Life (disponible en descarga gratuita)
- 2015: An Klaren Tagen

### Sencillos
- 2004: Burn Me
- 2006: Somberland
- 2007: Temple of the Torn
- 2007: In My Heart
- 2008: Teach Me to Love (con Lisa Middelhauve)
- 2008: Sleeping My Day Away
- 2008: Get Some Sleep
- 2009: This is the Day
- 2009: Voices of Doom
- 2011: Symphony of Pain
- 2011: Revenge
- 2012: After the War
- 2012: Arabia
- 2012: Wave No Flag / From The Ashes
- 2013: My Deal with God
- 2013: Heile, heile Segen
- 2013: Kein Weg zu weit (con Joachim Witt)
- 2015: Heiland
- 2015: Tag X
- 2015: Chasing Cars
- 2016: Avalon (Unplugged)
- 2016: Children Of The Dark (con Joachim Witt, Tilo Wolff y Chris Harms)
- 2017: Boatman (con VNV Nation)
- 2017: Beggars and Kings
- 2018: Welcome to Hell
- 2018: A Vagabond's Life
- 2018: Long Live Death
- 2018: Risk It All (Versión sinfónica)
- 2019: Louder Than Hell